# Fujiwara no Umakai

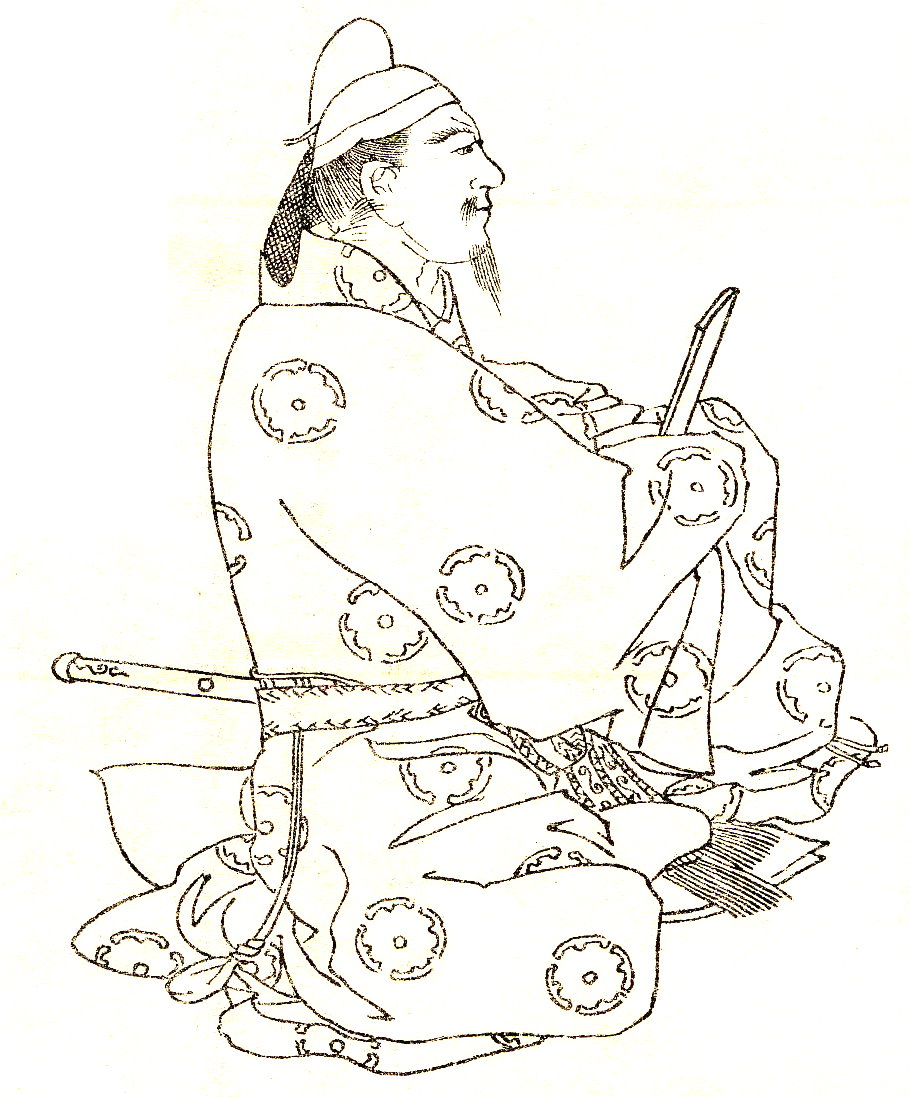
Fujiwara no Umakai dessiné par Kikuchi Yōsai

Fujiwara no Umakai est un nom japonais traditionnel ; le nom de famille (ou le nom d'école), Fujiwara, précède donc le prénom (ou le nom d'artiste).
Fujiwara no Umakai (藤原 宇合, 694 – 7 septembre 737) est un homme d'État japonais, courtisan, général et politicien durant l'époque de Nara.

## Carrière
Il est diplomate sous le règne de l'impératrice Genshō et ministre durant le règne de l'empereur Shōmu. À la cour impériale, Umakai est le chef du protocole (Shikibu-kyō).
- 716 (ère Reiki   2) : En compagnie de Tajihi no Agatamori (多治比縣守?), Abe no Yasumaro (阿倍安麻呂?) et Ōtomo no Yamamori (大伴山守?), Umaki est désigné pour faire partie d'une des missions japonaises dans la Chine des Tang en 717-718[2]. Kibi no Makibi et le moine bouddhiste Genbō font également partie de la suite[4]
- 724 (ère Jinki 1, 1er mois) : Umakai conduit une armée contre les Emishi[5], mais cette campagne militaire a ensuite été jugée avoir échoué[6].
- 729 (ère Tenpyō 1) : L'empereur investit Umakai du pouvoir de lever une armée pour mater une révolte mais la cause de l'alarme disparaît sans qu'il soit nécessaire de recourir à une action militaire[7].
- 737 (ère Tenpyō 9) : Umakai meurt à l'âge de 44 ans[8]. Une épidémie de variole entraîne la mort d'Umaki et de ses trois frères[9].

## Généalogie
Membre du clan Fujiwara, Umakai est le fils de Fujiwara no Fuhito. Il a trois frères : Muchimaro, Fusasaki et Maro. Ces quatre frères sont connus pour avoir créé les « quatre maisons » des Fujiwara.
Parmi ses enfants on compte Fujiwara no Hirotsugu, Fujiwara no Momokawa et Fujiwara no Kurajimaro.

## Sources
- Brinkley, Frank et Dairoku Kikuchi. (1915). A History of the Japanese People from the Earliest Times to the End of the Meiji Era. New York: Encyclopædia Britannica. OCLC 413099
- Nussbaum, Louis-Frédéric and Käthe Roth. (2005). Japan encyclopedia. Cambridge: Harvard University Press.  (ISBN 0-674-01753-6 et 978-0-674-01753-5); OCLC 58053128
- Titsingh, Isaac. (1834). Nihon ōdai ichiran; ou, Annales des empereurs du Japon.  Paris: Royal Asiatic Society, Oriental Translation Fund of Great Britain and Ireland. OCLC 5850691